# 法伝寺 (岐阜県笠松町)
法伝寺（ほうでんじ）は、岐阜県羽島郡笠松町にある浄土真宗大谷派の寺院。山号は常行山。本尊は阿弥陀如来。美濃郡代所縁の寺である。

## 歴史

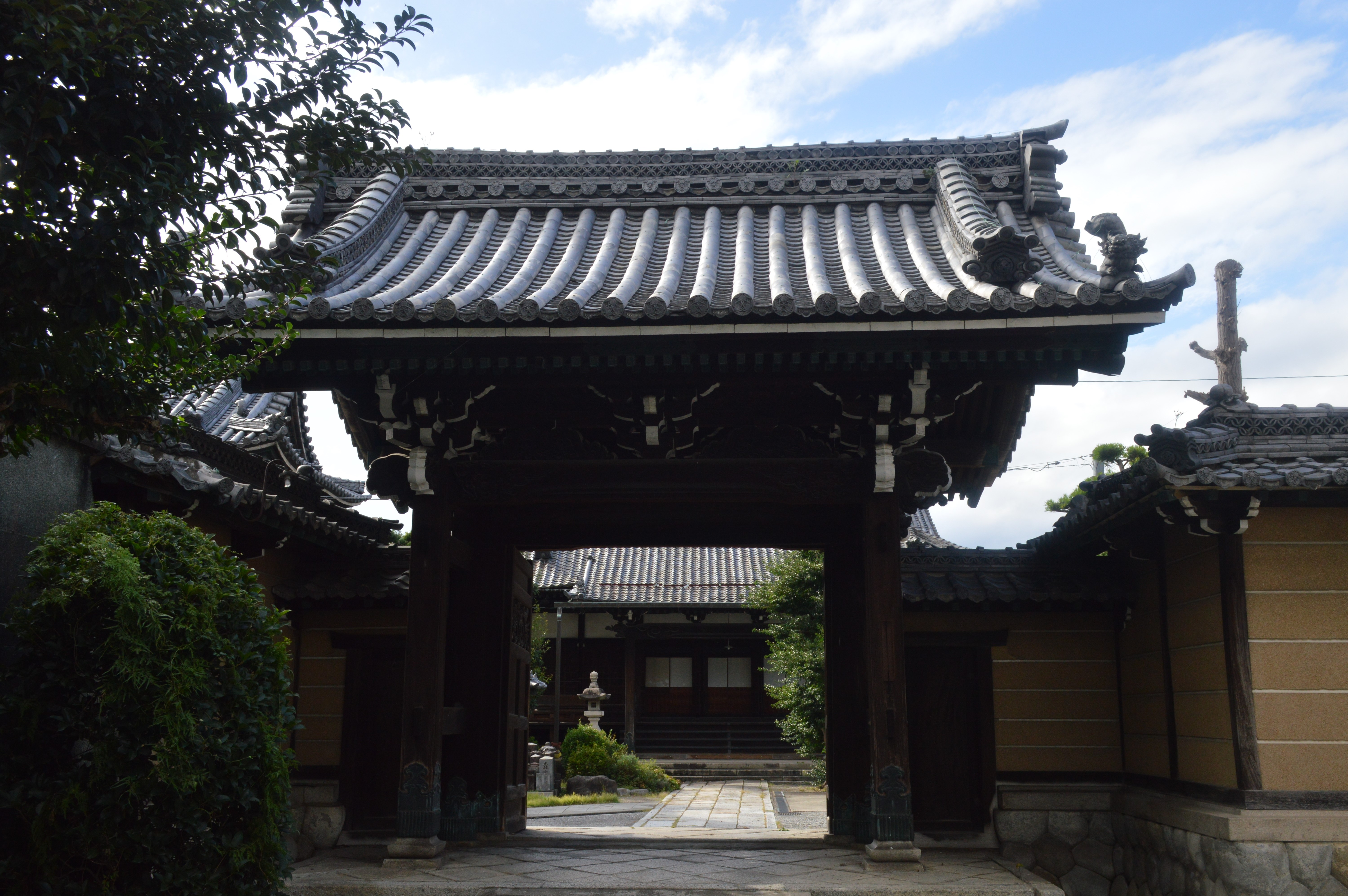
山門

享禄元年（1528年）、長池村（現在の笠松町長池）で天台宗の寺院、専慶坊として開かれる。天文4年（1535年）に証如上人にの下で法明坊と改め、満福寺の末寺となる。文禄4年（1595年）に洪水に遭い流亡したが、元和2年（1616年）に現在地で再興した。延宝5年（1677年）に阿弥陀如来を祀る許可を得て、寺号を法伝寺とした。享保19年（1734年）に本堂を改築し、寛保3年（1743年）には梵鐘を鋳造している。この梵鐘は破損したため、寛延3年（1750年）に再鋳している。美濃郡代との関係が深く、その贈物を本山に取り次いでいた。また、郡代の辻守貞が葬られている。
明治24年（1891年）には濃尾地震に遭い被害を受けたが、同31年（1898年）に再建を果たした。